# Зельбіц
Зельбіц (нім. Selbitz) — місто в Німеччині, розташоване в землі Баварія. Підпорядковується адміністративному округу Верхня Франконія. Входить до складу району Гоф.
Площа — 27,70 км2. Населення становить 4275 ос. (станом на 31 грудня 2020).